# Pharotis imogene
Pharotis imogene es una especie de murciélago de la familia Vespertilionidae.

## Distribución geográfica
Es endémica de Papúa Nueva Guinea, sólo se conocen  45 muestras recogidas en 1890 en la región de la parte baja del río Kamali Kemp Welch, en la Provincia Central.